# Skeleton (carro armato)
Il carro armato Skeleton fu un prototipo sperimentale statunitense prodotto nel 1918 dalla Pioneer Tractor Company, che aveva sede a Winona, in Minnesota.

## Sviluppo e dati tecnici
L'obbiettivo del programma di cui faceva parte questo prototipo era lo sviluppo di un veicolo leggero capace di attraversare le trincee in maniera simile ai carri convenzionali dell'epoca, primi fra tutti quelli inglesi. A differenza dei carri britannici e del loro scafo completamente chiuso, però, lo Skeleton raggiunse la forma romboidale richiesta sostenendo i suoi cingoli con un telaio simile a uno scheletro formato da tubi di ferro uniti da collegamenti idraulici standard.
Sospeso tra questo telaio di tubi e collegamenti idraulici vi era un vano blindato da combattimento, su cui era montata una torretta per il pezzo (unico) del carro armato. Questa scelta ridusse drasticamente il peso del veicolo, se comparato ai più larghi carri inglesi e francesi, mentre preservò la capacità di attraversamento delle trincee. Sta di fatto però che questa scelta limitò molto l'armamento trasportabile dal carro, poiché eliminò la possibilità di montare le armi negli appositi sponson, che però in questo carro non potevano essere montati.
Questo carro aveva due motori Beaver a quattro cilindri da 50 cavalli l'uno.
Lo Skeleton pesava 9 tonnellate e trasportava un compartimento centrale protetto da una corazza spessa circa 12 mm, in linea con gli standard degli altri carri degli Alleati, noti per la sottigliezza delle loro corazzature. L'equipaggio, consistente in due uomini, era formato da un pilota e un comandante-artigliere, che manovrava la mitragliatrice calibro .30 posta nella torretta. Il carro era lungo 7,65 m, il che gli rendeva più agevole attraversare le trincee rispetto ai carri armati britannici Mk IV e Mk V, lunghi poco più di 7 metri ma pesanti 28 t il primo e 29 t il secondo, e rispetto ai carri francesi Schneider CA1 e Saint-Chamond, lunghi rispettivamente 6 e 8,83 metri e pesanti 14,8 e 23,4 tonnellate. Il carro Skeleton era largo 2,56 metri, più stretto dei carri inglesi (larghi generalmente attorno ai 4 metri), ma era alto 2,89 metri, mentre i Mk IV britannici, ad esempio erano alti meno di 2,50 metri.
Sebbene i test effettuati a metà del 1918 avessero dimostrato la sua effettiva abilità nell'attraversare le trincee nemiche e benché ne fosse stata ordinata la produzione di ben 1'000 unità, il termine della prima guerra mondiale rese inutile la sua unica capacità, così non ne venne mai prodotto un modello definitivo.
Il prototipo dello Skeleton è attualmente conservato presso lo United States Army Ordnance Museum, nel Maryland.